# 친일파 708인 명단 - 조선총독부 판검사
친일파 708인 명단 - 조선총독부 판검사는 2002년 민족정기를 세우는 국회의원모임에서 발표한 친일파 708인 명단 가운데 조선총독부 판사와 검사 4명의 명단이다. 유형이 중복되는 경우에는 이름 옆에 해당 유형을 부기했다.

## 〈조선총독부 판검사〉 목록
- 김낙헌(金洛憲): 조선총독부 고등법원 판사 - 중추원
- 민병성(閔丙晟): 경성복심법원 검사
- 이선종(李善鍾): 평양복심법원 검사
- 홍승근(洪承瑾): 대구복심법원 검사

## 같이 보기
- 친일파 708인 명단 - 조선총독부 판사
- 민족문제연구소의 친일인명사전 수록예정자 명단 - 사법
- 대한민국 정부 발표 친일반민족행위자 명단 - 통치 기구